# Елич, Иван
И́ван Бо́рна Е́лич Ба́лта (хорв. Ivan Borna Jelić Balta; родился 17 сентября 1992 года в Загребе, Хорватия) — хорватский футболист, защитник клуба «Славен Белупо».

## Биография
Иван — воспитанник академии клуба «Младость Здраловы». В 2014—2016 годах выступал за молодёжные составы немецких клубов «Хеллас 94 Битгейм» и «Штутгартер Кикерс». В 2016—2017 играл за «Младость Здраловы», а зимой 2017 года перешёл в «Рудеш», помог команде выйти в высший хорватский дивизион, где дебютировал 13 августа 2017 года в матче против «Цибалии». С зимы по лето 2018 года играл за «Вараждин», за который сыграл 8 матчей во втором по силе хорватском дивизионе. В июле 2018 года перешёл в украинский клуб «Арсенал-Киев». 22 июля этого же года в матче против клуба «Львов» дебютировал в чемпионате Украины. 14 ноября 2018 года покинул киевский клуб.